# Capella de Ministrers
La Capella de Ministrers es un grupo creado en 1987 en Valencia por su director, el musicólogo valenciano Carles Magraner (viola da gamba). Capella de Ministrers se dedica fundamentalmente a la interpretación de la música española anterior a 1800 utilizando criterios de interpretación fidedignos de cada época e instrumentos históricos. El conjunto ha dado conciertos en las mejores salas de música de España y ha participado en numerosos festivales internacionales de todo el mundo. Esta trayectoria de estudio y recuperación de la música antigua ha quedado recogida en la discografía que ha grabado para EGT, Blau, Auvidis y CDM, sello discográfico exclusivo de Capella de Ministrers, obteniendo muy buenas críticas por parte de la prensa especializada, además de premios y distinciones entre las que destacan Mejor Producción Discográfica otorgado por el Ministerio de Cultura, Premio Importante de la editorial Prensa Valenciana, el Premio Cívico 2008 de Almussafes-Ribera Baixa, el Premio a la Difusión Plaça del Llibre 2017, Premio Bankia a la Formación Musical Valenciana de carácter profesional y el distintivo sello de calidad de la GVA Mediterranew Musix. Ha sido ganador en dos ocasiones de los International Classical Music Award (ICMA) en la categoría de Música Antigua por su disco Quattrocento en 2018 y por su disco El collar de la paloma en 2023 y finalista por su disco Super Lamentationes en 2021, el Premio Carles Santos de la Música Valenciana 2018 al mejor disco de recuperación de patrimonio, además de finalista de este galardón en 2019 y 2020. 

## Discografía

### Álbumes originales
- 1989 - Música Barroca Valenciana.[2] EGT 526 CD. AVI 8025.

- 1990 - Cançoner del Duc de Calábria. EGT 536 CD. AVI 8017

- 1991 - Matías Navarro. Cantadas a solo, dos y tres voces con instrumentos. EGT 579 CD. AVI 8023

- 1993 - La España Virreinal. Maestros de capilla[3] de la catedral de Lima (1676-1765). EGT 631 CD. AVI 8018

- 1994 - Antonio Literes: Los Elementos.[4][5] EGT 649 CD. AVI 8019. Licanus CDM 0617

- 1996 - Vicente Martín y Soler: La Madrileña. Madrid 1778. Licanus CDM 0410.

- 1997 - Joan Brudieu: Cant d'amor. EGT 708 CD. AVI 8024

- 1997 - Cançoner de Gandia. EGT 695. Reeditado posteriormente como: El Cant de la Sibil·la. Auvidis Ibèrica (Naïve) AVI 8021

- 1999 - Antonio Teodoro Ortells: Oratorio Sacro.  Naïve AVI 8015. Licanus CDM 0306.

- 1999 - Alfons el Magnànim. Música profana de la corte aragonesa en Nàpoles (1450-1500). EGT 765 CD. Auvidis Ibèrica (Naïve) AVI 8022.

- 1999 - Oratorio[6] Sacro a la Pasión de Cristo. CDM 0305.

- 1999 - Antoni Lliteres: Júpiter y Danae. Blau CD 190.

- 2001 - Plaser y gasajo. Música cortesana en tiempos del Papa Alejandro VI. Auvidis Ibèrica (Naïve) AVI 8027.

- 2001 - Nunca fue pena mayor. Música Religiosa en torno al Papa Alejandro VI. Junto con el Coro de la Generalidad Valenciana. Auvidis Ibèrica (Naïve) AVI 8026.

- 2001 - Concierto Espiritual.[7] Naïve AVI 8029.

- 2001 - Trobadors. El amor cortesano en la Edad Media. Auvidis Ibèrica (Naïve) AVI 8016. Licanus CDM 0308.

- 2002 - Llibre Vermell, Contrafactum de Morella. Cantos y danzas del siglo XIV.[8] Licanus CDM 0201.

- 2002 - Iudicii Signum. Licanus CDM 0203.

- 2003 - Lamento di Tristano.[9] Estampida medieval, danzas y música instrumental de la Edad Media. Licanus CDM 0307.

- 2003 - Misterí d'Elx - La Vespra. Junto con el Coro de la Generalidad Valenciana. Licanus CDM 0304.

- 2003 - Il barbaro dolore. Arias y cantatas del siglo XVIII español. Licanus CDM 0305.

- 2004 - Cancionero de Palacio. Licanus CDM 0409.

- 2004 - Misteri d'Elx - La Festa. Junto con el Coro de la Generalidad Valenciana. Licanus CDM 0411.

- 2005 - La Harpe de Melodie. Música en tiempo de Benedicto XIII, el Papa Luna. Obras de los códices de Chantilly, Apt, Ivrea, Barcelona y Valencia. Licanus CDM 0512.

- 2005 - Navidad Renacentista. Licanus CDM 0513. Incluye algunos temas ya grabados en los discos: Iudicii Signum y Cançoner del Duc de Calábria.

- 2006 - Dedicate alle Dame. Licanus CDM 0614

- 2006 - Tomás Luis de Victoria: Requiem.[10] Junto con el Coro de la Generalidad Valenciana. Licanus CDM 0615

- 2007 - La Spagna. Danzas del Renacimiento español.[11] Licanus CDM 0718.

- 2007 - John Dowland: Lachrimae or Seven Teares.[12] Licanus CDM 0721.

- 2007 - Batalla Imperial. Música en tiempos de la Batalla de Almansa. Licanus CDM 0720.

- 2008 - Música Angélica. El repertorio mariano medieval.[13] Junto con el Coro de la Generalidad Valenciana.[14] Institut Valencià de la Música[15] PMV004.

- 2008 - Ad honorem Virginis. L'Ars Antiqua a la Corona d´Aragó. Licanus CDM 0822.

- 2008 - Amors e Cansó. Trobadors[16] de la Corona d’Aragó. Licanus CDM 0823.

- 2008 - Al-Hadiqat Al-Adai'a (El Jardín Perdido). Música i poesía andalusí[17] a la València dels s. XII-XIII. Licanus CDM 0824.

- 2008 - Feminae Vox. Códice de las Huelgas. Licanus CDM 0826.

- 2009 - Fantasiant, Música y Poesia per a Ausiàs March. Licanus CDM 0927.

- 2010 - Moresca. Romances y cantigas entre moros y cristianos. Licanus CDM 1028

- 2010 - Els viatges de Tirant lo Blanch. Licanus CDM 1029

- 2011 - Canticum Nativitatis Domini, Tomás Luis de Victoria. Licanus CDM 1130

- 2012 - Batailla[18] en Spagnol. Ensaladas[19] de Flecha y Cárceres (Libro disco con CD y DVD)  CDM 1231

- 2013 - La Cité des Dames. Música y mujeres en la Edad Media. Libro disco con dos cedés. CDM 1333

- 2014 - Música Encerrada. El legado oral de la diáspora sefardí.[20] Junto a Mara Aranda. CDM 1435

- 2015 - Planctus.[21] Muerte y Apocalipsis[22] en la Edad Media. CDM 1536

- 2016 - Ars Antiqua. Crónica de un viaje medieval (1). CDM 1637

- 2016 - Peregrinatio.[23] Crónica de un viaje medieval (2). CDM 1638

- 2016 - Mediterraneum. Crónica de un viaje medieval (3). CDM 1639

- 2016 - Ramon Llull. El último peregrinaje. CDM 1640

- 2017 - Quattrocento.[24] Música y danza de la Corona de Aragón en Nápoles.[25] CDM 1742

- 2017 - La Ruta de la Seda. Oriente y el Mediterráneo. CDM 1743

- 2018 - Arrels.[26] Entre la tradición y el patrimonio. CDM 1844

- 2018 - El Grial. Música y literatura en torno al Santo Grial.[27] CDM 1845

- 2019 - Lucretia Borgia. Entre la historia, el mito y la leyenda. CDM 1946

- 2019 - A circle in the water. CDM 1947
- 2020 - Super Lamentationes. Cristóbal de Morales. CDM 2048
- 2020 - Germanies. Guerra y paz en el Renacimiento. CDM 2049
- 2021 - Cantigas de Santa María. Alfonso X el Sabio. CDM 2150
- 2021 - Claroscuro. Luces y sombras del Siglo de Oro. Homenaje a Miguel de Cervantes. CDM 2151
- 2021 - Mediterrània. Un mar de música. CDM 2152
- 2022 - El collar de la paloma. Ibn Hazm. El amor y los amantes. CDM 2253
- 2022 - Música Grotesca. La fascinante deformidad. CDM 2254
- 2023 - Regina. 18 monarcas medievales de la Corona de Aragón. CDM 2355

## Galería

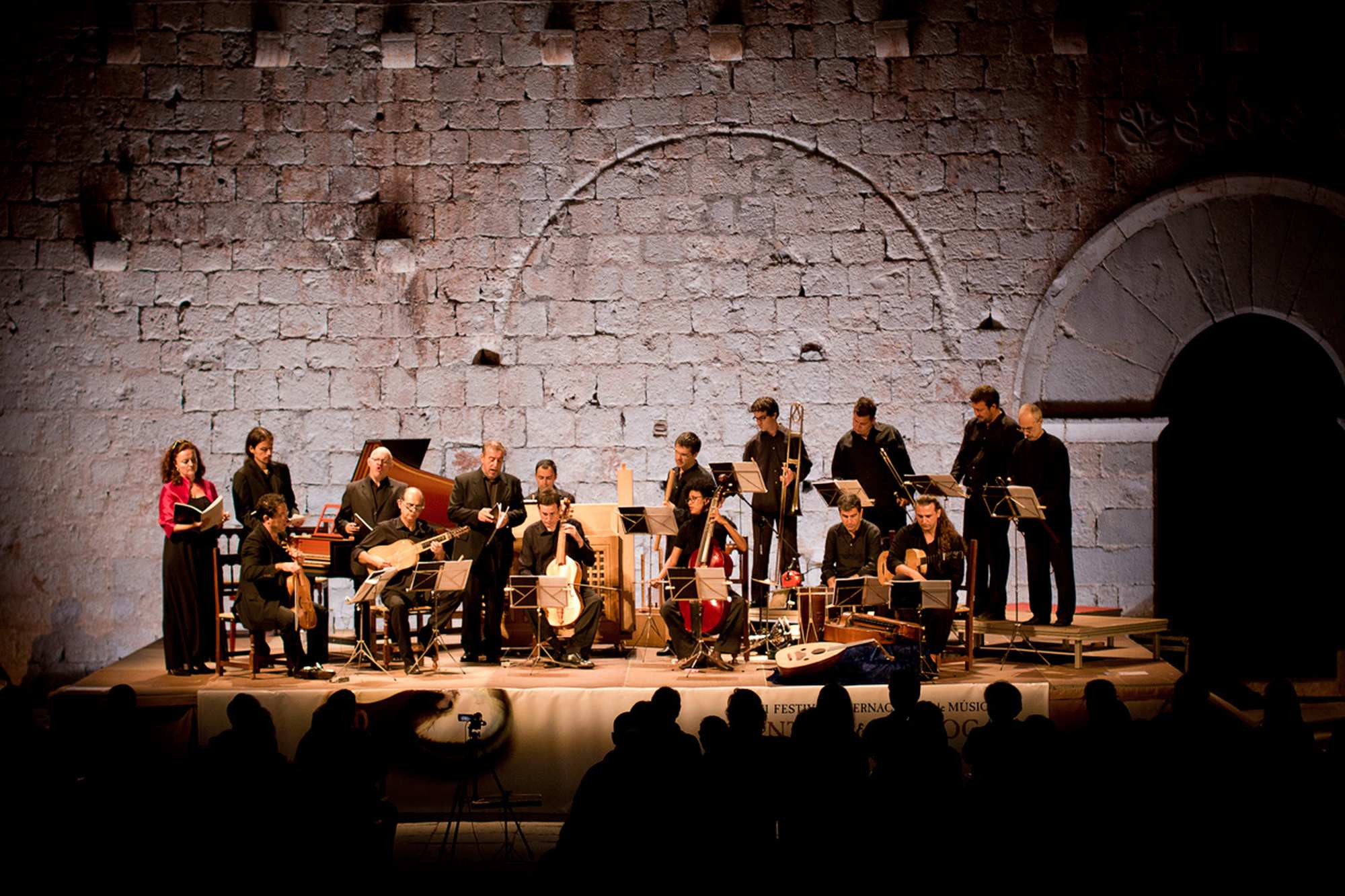
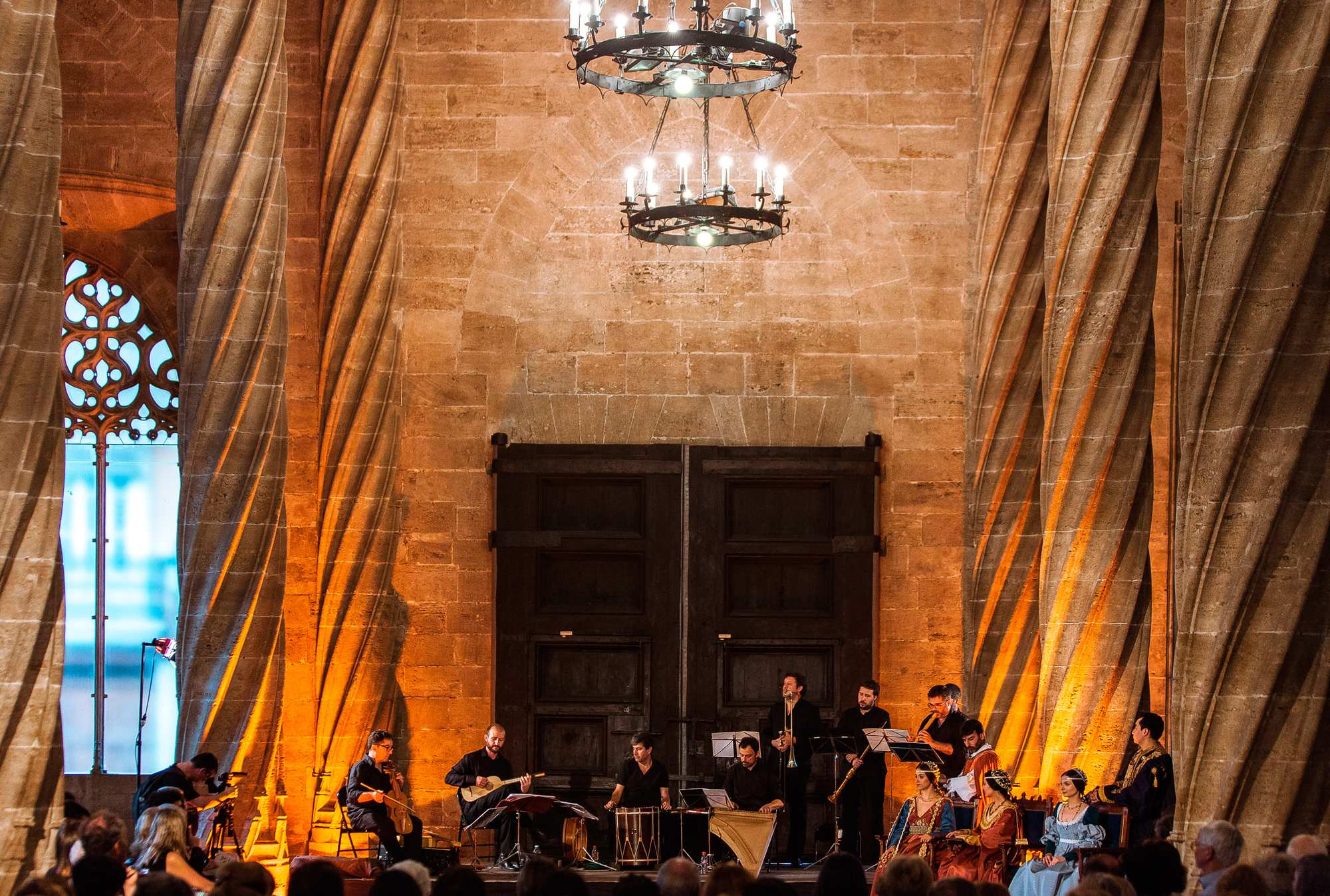
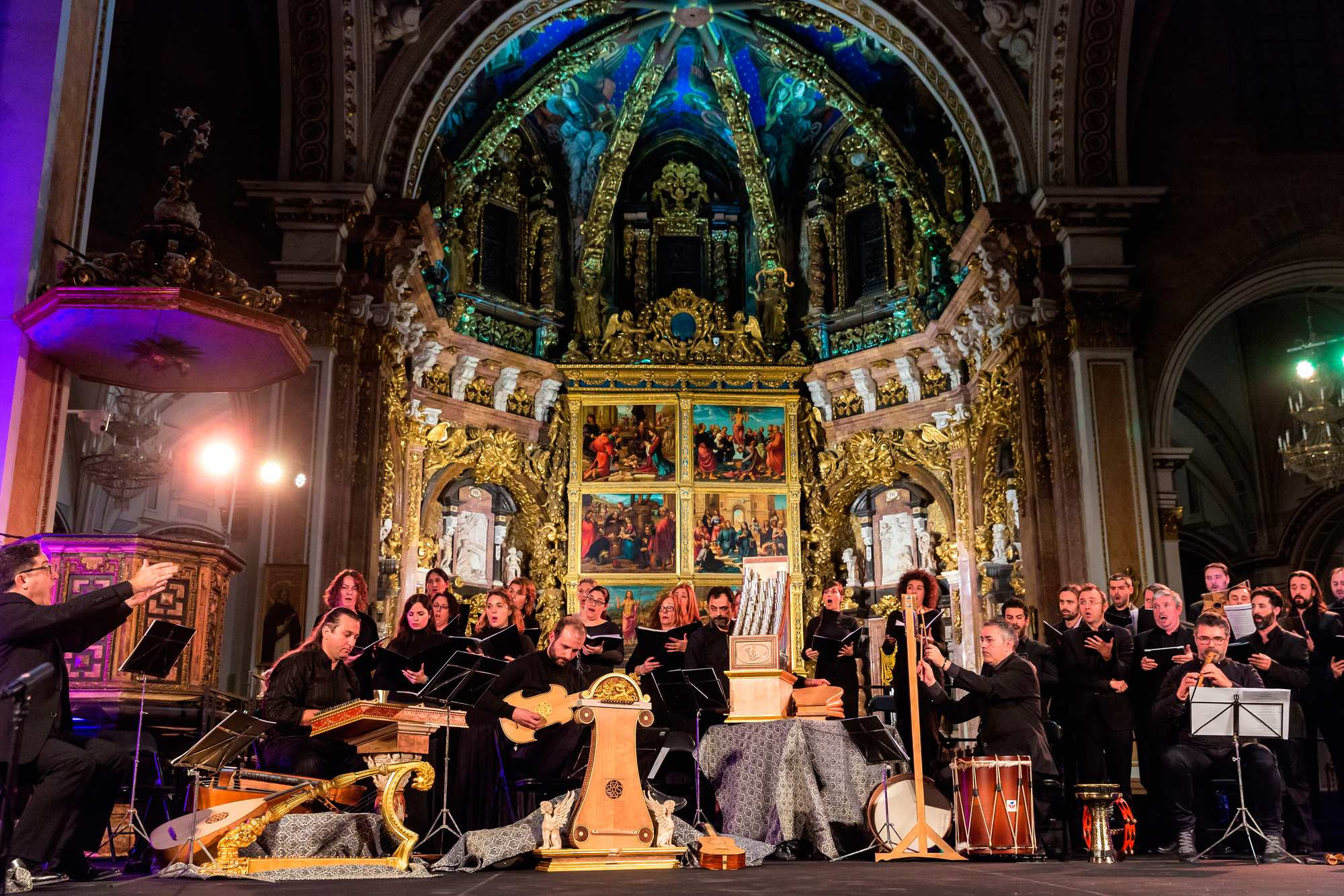

### Álbumes recopilatorios y cajas de discos
- 1998 - 10 anys. EGT 741 CD
- 2003 - 15 anys. CDM 0202.
- 2006 - Borgia. Música religiosa en torno al papa Alejandro VI (1492-1503). Es una recopilación de temas de los discos: Plaser y gasajo y Nunca fue pena mayor.
- 2007 - Tempus Fugit. 20 años de Capella de Ministrers. CDM 0719.
- 2008 - Música en temps de Jaume I. CDM 0825. Libro-disco que incluye las grabaciones:
  - Ad honorem Virginis. L'Ars Antiqua a la Corona d´Aragó.
  - Amors e Cansó. Trobadors de la Corona d’Aragó.
  - Al-Hadiqat Al-Adai'a (El Jardín Perdido). Música i poesía andalusí a la València dels XII-XIII.
- 2012 -  El cicle de la vida. 25 años de Capella de Ministrers. CDM 1232
- 2014 - El Greco. El viaje musical de Doménicos Teotocopóulos. CDM 1434
- 2016 - Ramon Llull. El último peregrinaje. CDM 1640. Libro-disco que incluye las grabaciones:
  - Ars Antiqua. Crónica de un viaje medieval (I)
  - Peregrinatio. Crónica de un viaje medieval (II)
  - Mediterraneum. Crónica de un viaje medieval (III)
- 2016 - Hic et nunc. 30 años de Capella de Ministrers (live in concert). CDM 1641
- 2021 - Cantigas de Santa María. Alfonso X el Sabio. CDM 2150